# Деалу Помилор (Горж)
Деалу Помилор (рум. Dealu Pomilor) насеље је у Румунији у округу Горж у општини Мотру. Oпштина се налази на надморској висини од 192 m.

## Становништво
Према подацима из 2002. године у насељу је живело 289 становника, од којих су сви румунске националности.